# Заслужений діяч культури Польщі
Заслужений діяч культури Польщі (пол. Zasłużony Działacz Kultury) — почесне звання Польщі, присвоювалося за заслуги в галузі культури, її поширення і захисту. Звання надавали також іноземним громадянам. Тим, хто отримав звання вручався знак.

## Історія
Знак був створений відповідно до рішення Ради міністрів ПНР від 6 березня 1962 року. Вигляд знаку був встановлений в 1963 році і не змінювався, але принципи надання змінювалися кілька разів, останню зміну введено Законом від 25 жовтня 1991 року «Про організацію та управління культурною діяльністю» (стаття 7). Звання було скасовано 2 серпня 2005 року Законом від 17 червня 2005 про внесення змін до закону 1991 року, який замінив звання Заслуженого діяча культури на Нагрудний знак «За заслуги перед польською культурою». Знаки, вручені до набрання чинності нового закону, дійсні.

## Опис
Значок має форму прямокутника розміром 15×30 мм. На лицьовій стороні зображено два квадрати. У верхній площині на білому тлі розміщено напис «Zasłużony Działacz Kultury», а в нижній — на червоному тлі — стилізований грецький стовп. Знак виготовлений із жовтого металу. Носиться на правій стороні грудей.